# Bettina Moissi
Bettina Moissi (Berlino, 15 ottobre 1923 – Zurigo, 21 novembre 2023) è stata un'attrice tedesca.

## Biografia
Figlia dell'attore austriaco di origini italo-albanesi Alessandro Moissi e dell'attrice Herta Hambach, nacque a Berlino ma crebbe in Svizzera.
Fece ritorno in Germania solo al termine della Seconda guerra mondiale. Intraprese la carriera di attrice, divenendo famosa in particolare per aver recitato sul grande schermo in diversi film di Helmut Käutner, tra cui In jenen Tagen (1947), La mela è caduta (1948), La traversata del terrore (1950). Ebbe un ruolo da protagonista anche in uno dei primi film tedeschi (recitato in yiddisch e polacco) sull'olocausto, Long is the Road (1947-1948).
Sposò nel 1959 Heinz Berggruen, collezionista d'arte, gallerista, mecenate e giornalista tedesco, da cui ebbe due figli: Nicolas Berggruen (1961) e Olivier Berggruen (1963).

## Filmografia
- I commedianti (Komödianten) (1941) apparsa con lo pseudonimo di Bettina Hambach
- Jakko (1941) apparsa con lo pseudonimo di Bettina Hambach
- In quei giorni (In Those Days) (1947)
- La mela è caduta (Der Apfel ist ab) (1948)
- Long Is the Road (Lang ist der Weg) (1948)
- La traversata del terrore (The Orplid Mystery) (1950)